# Vonka raba
Vonka raba är en mosse i Estland.   Den ligger i landskapet Harjumaa, i den centrala delen av landet, 50 km sydost om huvudstaden Tallinn.